# Басу, Кехкашан
Кехкашан Басу (араб. كيخاشان باسو‎; род. 5 июня 2000 года, Дубай, ОАЭ) — эмиратская экологическая активистка и защитница прав человека. В 2016 году стала лауреатом Международной детской премии мира. Самый молодой советник Всемирного совета будущего. Основатель и президент фонда Green Hope.

## Биография
Кехкашан Басу родилась в городе Дубай. В дальнейшем жила в Торонто (Канада).
В 12 лет она основала и стала президентом фонда Green Hope, который занимается вопросами устойчивого развития путём обучения и расширения возможностей детей и молодёжи во всём мире, вовлекая их в процесс достижения Целей устойчивого развития (ЦУР). Green Hope использует уникальный инструмент пропаганды под названием «Академия окружающей среды», чтобы охватить все возрастные группы, включая инновационные способы коммуникации такие, как изобразительное искусство, музыка, спорт, театр и танцы наряду с образованием в области науки и техники с целью распространения информации о ЦУР на самом простом уровне.
В 2013 году она была избрана на двухлетний срок в качестве глобального координатора ЮНЕП по делам детей и молодёжи, тем самым став первой несовершеннолетней когда-либо избранным на эту должность в истории организации.

## Творчество
В 2015 году презентовала сборник рассказов «The Tree of Hope» («Дерево надежды»), в котором рассказываются историю девушки, принимающая меры по смягчению последствий изменения климата.

## Критика
В 2020 году Председатель Генеральной Ассамблеи ООН на 73-й сессии Мария Эспиноса дала следующую характеристику Кехкашан Басу: 
|                 | «She effectively informs and engages youth and the not-so-young in key UN initiatives and processes, such as the sustainable development goals and the global ceasefire campaign». (англ.) |  | «Она эффективно информирует и вовлекает молодежь и взрослых в ключевые инициативы и процессы ООН, такие как цели устойчивого развития и глобальная кампания по прекращению огня». (рус.) |  |
| Мария Эспиноса. | |  | |  |

## Награды
- Международная детская премия мира (2016 год)
- Молодёжная премия «Голоса» (2020 год)[2]